# Château d'Arcis-sur-Aube
Le château d'Arcis-sur-Aube est un château situé à Arcis-sur-Aube, en France.

## Description
Le château d'Arcis-sur-Aube est devenu l'hôtel de ville d'Arcis-sur-Aube. Il se trouve place des Héros. Il date de la première moitié du XVIIIe siècle.

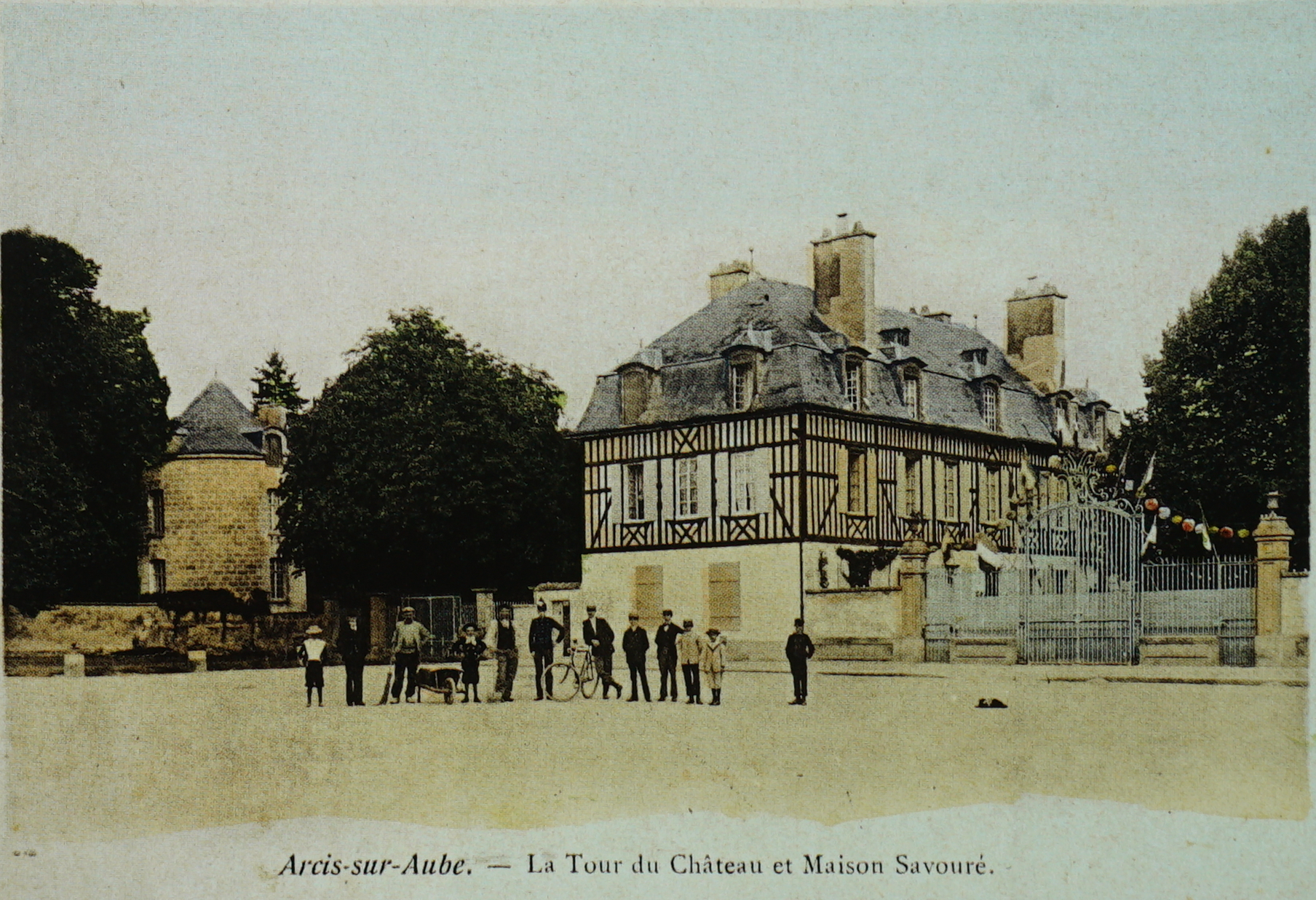
La tour du château et la maison Savouré.

## Localisation
Le château est situé sur la commune d'Arcis-sur-Aube, dans le département français de l'Aube.

## Historique
Le château actuel succède à un château fort : "place et motte sur lesquels étoient construit chastel, donjon, maison forte du dict Arcyes...portes, portaulx, cuisines, estables, tours, tourelles...le donjon et basse cour duquel chastel estoit clos et fermés de murailles et grands fossés alentour". Brûlé en 1588 lors des guerres et les fossés remplis, il est relevé en 1721 avec basse-cour, tour, le tout en pierre et couvert d'ardoise. L'une des tours était un colombier, l'autre la prison du bailliage. Le château était le siège des officiers du bailliage. 
L'édifice est inscrit au titre des monuments historiques en 1983.